# Copris pedarioides
Copris pedarioides là một loài bọ cánh cứng trong họ Bọ hung (Scarabaeidae).